# Canada 3000
Canada 3000 Inc. fou una aerolínia xàrter de baix cost canadenca que duia a terme vols nacionals i internacionals. Durant el seu període d'activitat era l'aerolínia xàrter més gran del món, amb més de noranta destinacions arreu del món, fins que el 2000 passà a oferir un servei regular després de la fusió de Canadian Airlines i Air Canada. Els seus principals competidors eren Air Canada, WestJet i una altra aerolínia xàrter, Air Transat. L'empresa feu fallida el novembre del 2001 després que els seus ingressos es desplomessin com a resultat dels atemptats de l'11 de setembre als Estats Units. Des d'aleshores, hi ha hagut diversos intents de tornar-la a posar en marxa. La seu de l'aerolínia es trobava a Etobicoke, un districte de l'oest de Toronto.